# Henry Baudin
Pour les articles homonymes, voir Baudin.
Cet article possède un paronyme, voir Henri Baudin.
Henry Baudin, né à Genève le 31 janvier 1876, et mort dans cette même ville le 30 octobre 1929, est un architecte suisse connu notamment pour ses publications.